# まちへとびだそう
『まちへとびだそう』は、NHK教育テレビジョンで1999年4月6日から2005年3月15日まで放送されていた小学校3年生向けの学校放送（教科：社会科）である。

## 概要
当初は『たんけんぼくのまち』や『このまちだいすき』と同様に、主人公のガジュ丸が自分たちの住む町の公共施設・商店街・工場それぞれの役割を調べながら地域社会のあり方を学ぶ模様を放送していた。
2001年度からは番組内容をリニューアルしてスタジオパートを設け、キャスターのジェイ（演：川平慈英）が出すテーマをもとに、リポーターのツッチー（演：土屋裕一）とあかり（演：武田あかり）が街へ出てリポートする内容になった。また、この年度から「まちとび」を略称にしていた。
番組は2005年4月に4年生向けの『くらし探偵団』と統合され、『しらべてゴー』と題してリニューアルした。

## 放送時間
いずれも日本標準時、別の時間帯での再放送あり。
| 期間                         | 放送時間             |
| ---------------------------- | -------------------- |
| 1999年4月6日 - 2002年3月12日 | 火曜日 11:30 - 11:45 |
| 2002年4月8日 - 2003年3月17日 | 月曜日 09:45 - 10:00 |
| 2003年4月8日 - 2004年3月16日 | 火曜日 10:45 - 11:00 |
| 2004年4月6日 - 2005年3月15日 | 火曜日 11:15 - 11:30 |

## 第1期
1999年4月6日から2001年3月13日まで放送。ロケ地は神奈川県小田原市。

### 出演者
緑ガジュ丸
演 - 森山栄治
植物学者の父と南の島で暮らしていたが仕事探しのため、故郷の小田原にやってきた。
ユカ
演 - 白鳥由夏
小田原のミニコミ紙の記者。
おじさん
演 - 藏内秀樹
小田原で花屋を営んでいる。
キッキ
声 - 辻香織
ガジュ丸が持っているペンダントに住む、森の妖精。
キッキ役の辻は一度だけ顔出しでゲスト出演したことがある。また、『あしたもげんきくん』に出演していた星山達朗がげんきくんとして出演した回もある。

### 放送リスト
| 回 | 初回放送日     | タイトル                                 |
| -- | -------------- | ---------------------------------------- |
| 1  | 1999年 4月6日  | 帰ってきたよ、ふるさとへ                 |
| 2  | 4月20日        | どんな人があつまっているの？まちのしせつ |
| 3  | 5月11日        | すみよいまちをめざせ地域活動             |
| 4  | 5月25日        | 学校のまわりに何がある？                 |
| 5  | 6月8日         | まちを調べる1 川にそって歩こう           |
| 6  | 6月22日        | まちを調べる2 山がよんでいる             |
| 7  | 7月6日         | まちを調べる3 まちを見わたせば           |
| 8  | 8月24日        | おしえて、きみのまち                     |
| 9  | 9月14日        | 買い物に行ってみよう                     |
| 10 | 9月28日        | これが大きな店だ                         |
| 11 | 10月12日       | ふれあい商店がい                         |
| 12 | 10月26日       | おいしいものを作りたい                   |
| 13 | 11月9日        | 心をこめて育てたい田畑のしごと           |
| 14 | 11月25日       | 海のたからもの                           |
| 15 | 12月7日        | ちょっと旅にでてみれば                   |
| 16 | 2000年 1月11日 | むかしへタイムスリップ                   |
| 17 | 1月25日        | まちのむかしをさぐれ！                   |
| 18 | 2月8日         | 残していこう古いもの                     |
| 19 | 2月22日        | ボクのまちじまん日記                     |
| 20 | 3月7日         | だいすき！このまち                       |
| 21 | 5月9日         | まちたんけんにしゅっぱつ！               |
| 22 | 7月11日        | まちを見わたせば                         |
| 23 | 8月29日        | おしえて、きみのまち                     |
| 24 | 9月12日        | まちの人にインタビュー                   |
| 25 | 2001年 2月20日 | ボクのまちじまん日記                     |

## 第2期
2001年4月10日から2005年3月15日まで放送。

### 出演者
- ジェイ - 川平慈英
- ツッチー - 土屋裕一
- あかり - 武田あかり

### 放送リスト
| 回 | 初回放送日     | タイトル                       |
| -- | -------------- | ------------------------------ |
| 1  | 2001年 4月10日 | まちの“？”をさがせ!            |
| 2  | 4月24日        | まちをしょうかいできる？       |
| 3  | 5月15日        | 地図づくりはやめられない!      |
| 4  | 5月29日        | どうしてここにあるの？         |
| 5  | 6月12日        | 川にそって歩いてみたら…        |
| 6  | 6月26日        | 山にヒミツあり                 |
| 7  | 7月10日        | これでナットク？まち調べ       |
| 8  | 8月28日        | はるばる来たぞ、きみのまち     |
| 9  | 9月11日        | めざせ!インタビューのたつじん  |
| 10 | 10月2日        | 売ります、買います、調べます!  |
| 11 | 10月16日       | スーパー・コンビニ大研究       |
| 12 | 10月30日       | やさいづくりを追っかけろ!      |
| 13 | 11月13日       | 海の幸はまちの幸               |
| 14 | 11月27日       | オドロキ!トキメキ!工場たんけん |
| 15 | 12月11日       | あのまち、このまち、おともだち |
| 16 | 2002年 1月8日  | “むかしむかし”はどこにある？   |
| 17 | 1月22日        | きみもなれるよ!むかしの人に    |
| 18 | 2月5日         | 発表!むかしのスゴイ人          |
| 19 | 2月19日        | たよりのむこうにきみのまち     |
| 20 | 3月5日         | まちのみらいはきみのもの       |
| 21 | 4月8日         | めざせ!まちたんけんのたつじん  |
| 22 | 5月13日        | こんな地図がほしかった!!       |
| 23 | 8月26日        | いよいよスタート!まち調べ      |
| 24 | 11月11日       | おいしい○○ありがとう!          |
| 25 | 11月25日       | 大工場のヒミツをさぐれ!        |
| 26 | 12月9日        | なんでも作るよ、うでにワザあり |
| 27 | 2003年 2月10日 | みんなのくらしを守ります!      |
| 28 | 10月28日       | 農家をたずねてみたら           |
| 29 | 2004年 2月24日 | 安心をありがとう               |

## テーマ曲
- まちにでかけるうた（作詞・作曲・歌：所ジョージ）[13]

第2期ではエンディングテーマ曲。